# 北東独立学区
北東（ノースイースト）独立学区（英：North East Independent School District）は、アメリカ合衆国テキサス州サンアントニオ市にある学区。

## 学生人口
2007年現在
- 幼児プログラム: 19
- 保育所: 227
- 小学校: 29,608
- 中学校: 14,056
- 高等学校: 18,106
- 総人口: 62,016

## 学生統計
2007年現在
- アフリカン・アメリカン: 9.3%
- アジア系: 3.7%
- ヒスパニック: 47.1%
- ネイティブ・アメリカン: 0.3%
- 白人: 39.6%

## 学校一覧

### 高等学校一覧
- ウィンストン・チャーチル高等学校（英語版）
- レディ・バード・ジョンソン高等学校（英語版）
- ロバート・E・リー高等学校（英語版）
- ダグラス・マッカーサー高等学校（英語版）
- ジェームズ・マディスン高等学校（英語版）
- ロナルド・レーガン高等学校（英語版）
- セオドア・ルーズベルト高等学校（英語版）

### 中学校一覧
- オマー・N・ブラッドリー中学校
- バーバラ・ブッシュ中学校
- ドワイト・D・アイゼンハワー中学校
- ジョン・ガーナー中学校
- バーナード・ハリス中学校
- ウィル・W・ジャクソン中学校
- ウォルター・クルーガー中学校
- ホセ・ロペス中学校
- ニミッツ中学校
- フランク・テヘーダ中学校
- エドワード・H・ホワイト中学校
- ジョン・H・ウッド中学校

### 小学校一覧
- ブルベルデクリーク小学校
- キャメロット小学校
- キャニオンリッジ小学校
- キャッスルヒルス小学校
- クリアスプリング小学校
- コーカー小学校
- コロニアルヒルス小学校
- デルビュー小学校
- イーストテレルヒルス小学校
- エルドラド小学校
- エンシノパーク小学校
- フォックスラン小学校
- ハーディオーク小学校
- ハーモニーヒルス小学校
- ヒドゥン・フォレスト小学校
- ヒューブナー小学校
- ジャクソンケラー小学校
- ラークスパー小学校
- ロングスクリーク小学校
- モンゴメリ小学校
- ノーザンヒルス小学校
- ノースウッド小学校
- オークグローブ小学校
- オークメドー小学校
- オルモス小学校
- レッドランドオークス小学校
- リージェンシープレース小学校
- リッジビュー小学校
- ローン・フォレスト小学校
- ロイヤルリッジ小学校
- セルナ小学校
- スタール小学校
- スチュービングランチ小学校
- ストーンオーク小学校
- サウサンドオークス小学校
- ワールセム小学校
- ウェストアベニュー小学校
- ウェットモアー小学校
- ワイルダネスオーク小学校
- ウィルシャイヤー小学校
- ウッドストーン小学校